# Chorizema uncinatum
Chorizema uncinatum är en ärtväxtart som beskrevs av Cecil Rollo Payton Andrews. Chorizema uncinatum ingår i släktet Chorizema och familjen ärtväxter. Inga underarter finns listade i Catalogue of Life.